# Čakanovce (Košice)
Čakanovce é um município da Eslováquia, situado no distrito de Košice-okolie, na região de Košice. Tem 9,62 km² de área e sua população em 2018 foi estimada em 709 habitantes.

## Demografia
| Ano:        | 1994 | 2004    | 2014    | 2024    |
| ----------- | ---- | ------- | ------- | ------- |
| Broj ljudi: | 462  | 559     | 654     | 761     |
| Razlika:    |      | +20,99% | +16,99% | +16,36% |

| Ano:               | 2023 | 2024   |
| ------------------ | ---- | ------ |
| Número de pessoas: | 734  | 761    |
| Diferença:         |      | +3,67% |